# Kinixys
Kinixys, comumente conhecida como a tartaruga-com-as-costas-dobradas, é um gênero de tartarugas da família Testudinidae. O gênero foi erigido por Thomas Bell em 1827. As espécies do gênero Kinixys são nativas da África continental e comumente conhecidas como "tartarugas com dobradiças".
A maioria das espécies  Kinixys  são onívoros. Alimentam-se principalmente de uma grande variedade de diferentes folhas, ervas daninhas, raízes, flores e frutos. No entanto, eles também comem vermes, insetos e outros pequenos invertebrados.

## Espécies
- Kinixys belliana (Gray, 1830)
- Kinixys erosa (Schweigger, 1812)
- Kinixys homeana Bell, 1827
- Kinixys lobatsiana (Power, 1927)
- Kinixys natalensis Hewitt, 1935
- Kinixys nogueyi Hewitt, 1935
- Kinixys spekii Gray, 1863
- Kinixys nogueyi Lataste, 1886
- Kinixys zombensis Hewitt, 1931